# Грузман Шулим Айзикович
Шулим Айзикович Грузман שולי ייַזיקאָוויטש הרוזמאַן — (партійний псевдонім Олександр) (рік і місце народження невідомі — 1919, Катеринослав) — більшовицький діяч в Україні та Росії, член ЦК КП(б)У, член Всеросійського виконавчого комітету Рад робітничих та солдатських депутатів, редактор газети «Донецкий пролетарий» (Юзівка).

## Біографія
Шулим в 1912 році вступив в Російську соціал-демократичну робітничу партію. Через політичу діяльність був засланний до Сибіру 1915, в січні 1916 року звільнився.

### На Донбасі
Після Лютневої революції 5 березня 1917 з Петрограда прибув до Донбасу для політичної роботи.
У березні 1917 року став членом Горлівського комітету РСДРП (б) з кінця квітня працював секретарем Горлівсько-Щербинівського РК РСДРП (б).
Станом на вересень 1917 р. у Горлівці було створено загін Червоної гвардії, одним із організаторів та ідейних провідників якого був Ш. Грузман.
У жовтні був обраний делегатом 1-го Всеросійського з'їзду Рад, брав участь у роботі 2-го Всеросійського з'їзду Рад з дорадчим голосом.
Після жовтневого перевороту один з організаторів і керівників Бюро військово-революційних комітетів Донбасу. У січні 1918 став керівником Центрального військово-революуійного комітету Донбасу і Центрального штабу Червоної Гвардії Донбасу, формував і озброював її загони, брав участь у придушенні збройного опору донських козаків, керованого отаманом Олексієм Каледіним.

### В Росії
У квітні 1918 році повернувся до Росії приїхав до Москви де був обраний членом Московського обласного бюро РКП(б), потім працював в Секретаріаті партії, на першому в липні і другому в жовтні з'їздах КП (б) У в Москві обирався членом її ЦК, після 2-го з'їзду КП(б)У входив до Виконавчого бюро ЦК КП(б)У, яке керувало підпільними організаціями на окупованій території України.

### Повернення в Україну
Восени 1918 року повернувся в Україну, і займався організацією підпільних організації.
Жив і працював у Харкові потім переїхав до Катеринослава де продовжив роботу в підпільних організаціях.
Загинув у Катеринославі у 20-тих числах січня 1919 під час боїв за місто між армією УНР з одного боку і більшовиками і махновцями — з іншого.